# West Yorkshire Football League
De West Yorkshire Football League is een Engelse regionale voetbalcompetitie uit Yorkshire en werd opgericht in 1927 als de Leeds League en nam pas later de huidige naam aan. Er zijn 5 divisies; 3 voor eerste elftallen (Premier Division, Division One en Two) en 2 voor reserveteams (Alliance Division One en Two).
De league is op het 11de niveau in de Engelse voetbalpyramide, de kampioen van de Premier Division kan promoveren naar de Northern Counties East Football League